# Uniunea Vatra Românească
Uniunea Vatra Românească este o organizație neguvernamentală naționalistă de extremă dreapta, înființată pe 7 februarie 1990 la Târgu Mureș.
Organizația este considerată ultranaționalistă, alături de organizații precum Partidul România Mare și Noua Dreaptă, întreținând un discurs șovinist.
Există controverse asupra faptului că apariția organizației a fost facilitată de foști ofițeri ai Securității.

## Istoric
Uniunea este prima organizație ultranaționalistă din estul Europei care a devenit proeminentă după prăbușirea sistemului comunist, organizată explicit ca și răspuns al formării UDMR, considerând Uniunea Maghiară un pericol pentru unitatea României.
Primul președinte al organizației, Radu Ceontea, a fost ales inițial cancelar în cadrul primei conferințe naționale a organizației, în 1990. A doua conferință de acest gen a avut loc la Târgu Mureș în iunie 1991. Iosif Constantin Drăgan, fost membru al Gărzii de Fier care a finanțat numeroase activități extremiste, a fost ales președinte de onoare, Zeno Opriș a fost ales președinte, iar Radu Ceontea președinte fondator.
În ciuda conflictelor interetnice violente din martie 1990 de la Târgu Mureș încurajate de organizație, care se bucura de popularitate printre românii din Transilvania, Vatra Românească a primit sprijinul președintelui interimar de atunci al României, Ion Iliescu (care a fost și printre fondatorii organizației), și al partidului reprezentat de acesta, Frontul Salvării Naționale, în speranța creșterii popularității partidului în zonă. În acest sens, Uniunea a obținut spațiu considerabil de publicare în ziarele pro-guvern, de care s-a folosit ca și rampă pentru promovarea fățișă a sentimentelor xenofobe, în special antimaghiare.
Potrivit liderilor organizației, Vatra Românească nu avea ambiții să devină partid politic; cu toate acestea, organizația și-a coordonat activitățile cu PUNR,  brațul politic al Uniunii, lăudându-se cei aproape 4 milioane de membri simpatizanți la începutul anului 1992. Organizația a profitat de capacitatea mobilizatoare a ultranaționalismului pentru a câștiga teren politic, oferind un vehicul gata format politicienilor populiști dispuși să exploateze sentimentele de identitate de grup, teama de o potențială răzbunare a maghiarilor și îngrijorarea românilor privind nesiguranța economică în contextul începutului anilor 1990, obținând un număr semnificativ de locuri prin PUNR în alegerile parlamentare din 1992. La alegerile locale din 1992, PUNR a făcut în Transilvania mai multe alianțe electorale locale cu Frontul Democrat al Salvării Naționale (FDSN).
Ramura politică a organizației a fost Partidul Unității Naționale Române (PUNR), partid care a fost absorbit de Partidul Conservator (PC) în data de 12 februarie 2006. Organizația a mai avut de asemenea legături și cu Partidul Democrației Sociale din România (PDSR), Partidul România Mare (PRM) și cu Partidul Democrat Agrar din România (PDAR).

## Principii politice
Uniunea este considerată cvasi-fascistă, radical-naționalistă, xenofobă, antimaghiară, și antisemită, utilizând un discurs șovinist caracterizat de apeluri emoționale către patriotism, antițigănism și glorie istorică.
În 1991 Vatra Românească a sprijinit declarația de independență a Republicii Moldova și a promis unirea tuturor românilor într-o graniță comună. În acest sens a creat două publicații, Vatra Românească și Țara Noastră, pentru a facilita interesele organizației. În aceeași perioadă, a cerut introducerea unui nou pasaj în Constituție, care să nu acorde drepturi speciale acordate minorităților, și a manifestat o atitudine anti-minorități tot mai agresivă. În 1992 organizația a escaladat campania anti-maghiară cerând închiderea programelor de radio și televiziune în limba maghiară și anularea tratatului semnat între București și Budapesta susținând că ar fi fost „anti-român”.
Ceontea susținea că minoritățile nu vor primi alte drepturi față de acele „privilegii generoase” acordate de dictatura ceaușistă, astfel de drepturi fiind considerate favoruri pe care românii nu le vor acorda maghiarilor, drept pedeapsă pentru moștenirea domniei maghiare în Transilvania.
Deși inițial ținta atacurilor organizației a fost minoritatea maghiară din România, inițiatorii săi lansând provocări antimaghiare voalate sau directe, prin intermediul presei locale, într-un apel lansat de Uniune în 2005 pe pagina web a organizației și semnat de Ion Coja, Vatra Românească ataca evreii, atragând atenția asupra unei conspirații globale care vizează invazia României de către evrei și insistând asupra existenței unui „genocid anti-românesc”.

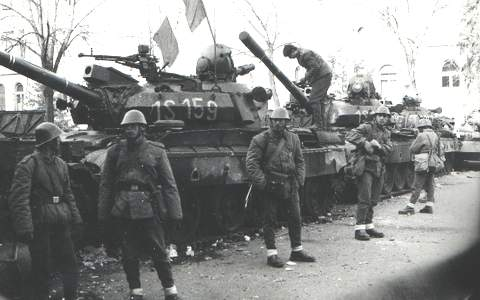
„Trupele românești au sosit în Târgu Mureș, dar nu au protejat maghiarii de atacul instigat de Vatra Românească în «Martie negru» din anul 1990.” (citat din sursă)

## Conflictul interetnic de la Târgu Mureș
Vatra Românească a avut un rol important în degenerarea evenimentelor din martie 1990 din Tîrgu Mureș. La mai puțin de șase săptămâni după formarea sa, orașul Târgu Mureș - locația de baștină a organizației - a asistat la prima coliziune interetnică cu fatalități din estul Europei.
În martie 1990 studenți maghiari și profesori din Târgu Mureș au început demonstrații pașnice ca și protest împotriva amânării guvernului de a redeschide un număr de școli maghiare. Vatra Românească și-a făcut pentru prima dată simțită prezența incurajând contra-demonstrații și intensificând eforturile de blocare a cerințelor maghiarilor, conducând la o serie de evenimente ce au culminat cu confruntări stradale violente pe 19-20 martie. Ambele tabere au colaborat cu administrațiile periferice sau au solicitat participarea oamenilor din satele din jur pentru a participa la demonstrațiile din oraș.